# Balança de torsió

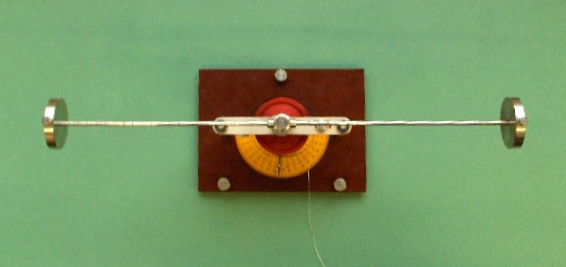
Pèndol de torsió.

Una balança de torsió és un aparell que té el seu fonament en el pèndol de torsió. Està constituït per un material elàstic sotmès a torsió (parell torsor). Quan se li aplica una torsió, el material reacciona amb un parell de torsió contrari o recuperador. La va dissenyar originalment el geòleg britànic John Michell i la va millorar el químic i físic de la mateixa nacionalitat Henry Cavendish. L'instrument el va inventar de manera independent el físic francès Charles-Augustin de Coulomb l'any 1777, qui el va utilitzar per a mesurar l'atracció elèctrica i magnètica.

## Tipus d'elements de torsió
Els materials més utilitzats per a efectuar la torsió solen tenir una forma allargada en forma de xapa, cable, barra, etc.
- Fils metàl·lics de torsió s'empren en els rellotges de pèndol de torsió.
- Les barres de torsió (o sway bars) s'utilitzen en alguns dissenys de suspensió dels automòbils. El que fan és transmetre parcialment el moviment d'una roda cap a la roda de l'altre costat, millorant l'estabilitat del vehicle en les corbes.

## Usos i aplicacions
Coulomb va emprar la balança per a mesurar la força electroestàtica entre dues càrregues. Va trobar que la força electroestàtica entre dues càrregues puntuals és directament proporcional al producte de les magnituds de les càrregues elèctriques i inversament al quadrat de la distància entre les càrregues: aquest descobriment el va denominar Llei de Coulomb.
La balança de torsió consisteix en dues boles de metall subjectes pels dos extrems d'una barra suspesa per un cable, filament o xapa prima. Per a mesurar la força electroestàtica es pot posar una tercera bola carregada a una certa distància. Les dues boles carregades es repel·len o atreuen, causant una torsió d'un cert angle. D'aquesta manera es pot saber quanta força, en newtons, és requerida per a torsionar la fibra un cert angle. La balança de torsió es va emprar per a definir inicialment la unitat de càrrega electroestàtica; avui dia es defineix com la càrrega que passa per la secció d'un cable quan hi ha un corrent d'un ampere durant un segon de temps.
En l'experiment de Cavendish realitzat el 1798 per a mesurar la constant de la gravitació amb la major precisió possible, es va utilitzar una balança de torsió.
Les balances de torsió se segueixen emprant avui dia en els experiments de física.